# Ophiacantha bidentata
Ophiacantha bidentata är en ormstjärneart som först beskrevs av Anders Jahan Retzius 1805.  Ophiacantha bidentata ingår i släktet Ophiacantha och familjen knotterormstjärnor. Inga underarter finns listade i Catalogue of Life.